# Kirsten Münchow
Kirsten Münchow (Auetal, 21 gennaio 1977) è una martellista tedesca, bronzo ai Giochi olimpici di Sydney 2000.

## Palmarès
| Anno | Manifestazione   | Sede     | Evento              | Risultato | Misura  | Note             |
| ---- | ---------------- | -------- | ------------------- | --------- | ------- | ---------------- |
| 1997 | Europei under 23 | Turku    | Lancio del martello | 5ª        | 58,86 m |                  |
| 1998 | Europei          | Budapest | Lancio del martello | Bronzo    | 65,61 m |                  |
| 1999 | Europei under 23 | Göteborg | Lancio del martello | Argento   | 63,68 m |                  |
| 1999 | Mondiali         | Siviglia | Lancio del martello | 8ª        | 64,03 m |                  |
| 2000 | Giochi olimpici  | Atlanta  | Lancio del martello | Bronzo    | 69,28 m | Record nazionale |
| 2001 | Mondiali         | Edmonton | Lancio del martello | 9ª        | 64,39 m |                  |